# آربوتین
آربوتین (به انگلیسی: Arbutin) یک ترکیب شیمیایی با شناسه پاب‌کم ۴۴۰۹۳۶ است. 